# Lathosea dammersi
Lathosea dammersi är en fjärilsart som beskrevs av Mcdunnough 1935. Lathosea dammersi ingår i släktet Lathosea och familjen nattflyn. Inga underarter finns listade i Catalogue of Life.